# Терористичний акт у Бангкоку (2015)
Вибух у Бангкоку 17 серпня 2015 року — терористичний акт, вчинений у центрі столиці Таїланду, біля храму Ераван. Внаслідок вибуху загинули 22 особи, у тому числі 8 іноземців, більше 120 зазнали поранень.

## Перебіг подій
Близько 19 години за місцевим часом поблизу індуїстського храму Ераван вибухнув саморобний вибуховий пристрій. За даними таїландської поліції вибухівка містила до 3 кг тринітротолуолу. Жодна терористична організація не взяла відповідальності за напад, проте влада Таїланду вважає, що терористи мали на меті зашкодити туристичному іміджу країни, оскільки вибух пролунав у популярному серед туристів місці.
18 серпня невідомий з мосту кинув у натовп інший вибуховий пристрій, однак ніхто не постраждав, оскільки вибухівка потрапила у воду. Двома годинами пізніше черговий вибух пролунав біля однієї зі станцій метро, проте жертв також вдалося уникнути.
19 серпня таїландська поліція поширила фоторобот чоловіка, підозрюваного у скоєнні вибуху, котрий за кілька хвилин до вибуху залишив свій рюкзак поблизу храму Ераван. За інформацію, що допоможе слідству, призначено винагороду в розмірі 25 тисяч євро. Також поліція не виключає, що організацією теракту займалася група осіб.

## Організація вибуху
Попри те, що відповідальність за теракт не взяло на себе жодне з угруповань, влада Таїланду розглядає кілька версій події. За однією з них вибух міг бути організований ісламським угрупованням з півдня країни, де триває конфлікт між офіційною владою та мусульманськими сепаратистами. За іншою — теракт був організований уйгурською меншиною через депортації уйгурських біженців до Китаю.
Прем'єр-міністр Таїланду Прают Чан-Оча звинуватив в організації теракту представників опозиційного руху «Об'єднаний фронт за демократію проти диктатури».